# 华紫珠
华紫珠（学名：Callicarpa cathayana）为马鞭草科紫珠属的植物，是中国的特有植物; 分布于中国大陆的安徽、云南、广东、广西、河南、湖北、浙江、福建、江西、江苏等地。华紫珠生长于海拔1,200米的地区，多生在谷地、山坡或丛林中，目前尚未由人工引种栽培。

## 别名
鱼显子（云南植物志）

## 外部連結
- 華紫珠, Huazizhu 藥用植物圖像數據庫 (香港浸會大學中醫藥學院) （繁體中文）（英文）